# Lordelo (Paredes)
Lordelo es una freguesia portuguesa situada en el municipio de Paredes. Según el censo de 2021, tiene una población de 9107 habitantes.